# Strukovci
Strukovci este o localitate din comuna Puconci, Slovenia, cu o populație de 183 de locuitori.